# Philip Stanhope, IV conte di Chesterfield
Philip Dormer Stanhope, IV conte di Chesterfield (Londra, 22 settembre 1694 – Westminster, 24 marzo 1773), è stato un nobile e politico inglese.

## Biografia
Era il figlio di Philip Stanhope, III conte di Chesterfield, e di sua moglie, Lady Elizabeth Savile. Studiò al Trinity Hall, di Cambridge, e in seguito fece un Grand Tour del continente.

## Carriera politica
Nel 1715 entrò nella Camera dei Comuni come Lord Stanhope.
Il suo primo discorso è stato giovanile, fluente e dogmatica. Chesterfield lasciò la camera dei comuni con un profondo inchino e partì per il continente. Da Parigi mandava le preziose informazioni al governo riguardo alla trama giacobita, e nel 1716 tornò in Gran Bretagna, riprese il suo posto e prese parte ai dibattiti. In quell'anno iniziò la lite tra il re e suo figlio Giorgio, il principe di Galles (il futuro Giorgio II). Egli rimase fedele al principe, anche se era troppo prudente per rompere del tutto con il partito del re. Lui era in rapporti amichevoli con l'amante del principe, Henrietta, contessa di Suffolk, e mantenne una corrispondenza con lei, che gli è valso l'odio della principessa del Galles.
Nel 1728 fu inviato a L'Aia come ambasciatore. Il suo tatto e temperamento, la sua destrezza e la discriminazione, gli hanno permesso di fare un buon servizio, e fu ricompensato con diventare amico di Robert Walpole, venne nominato cavaliere dell'Ordine della Giarrettiera nel 1730 e Lord Steward.
Quando nel 1731 Francesco I di Lorena venne richiamato a Vienna dall'imperatore, durante il viaggio fu iniziato in Massoneria in una cerimonia segreta che si tenne all'Aia, in una casa di proprietà di Philip Stanhope.
Nella sua qualità d'ambasciatore ha  negoziato il secondo Trattato di Vienna nel 1731, aprendo la strada ad una alleanza anglo-austriaca, e l'anno dopo, la sua salute e fortuna peggiorarono, si dimise come ambasciatore e tornò in Gran Bretagna.
Fu uno dei fondatori del Foundling Hospital. Nel 1741 ha firmato la protesta per il licenziamento di Walpole ed andò all'estero a causa della sua salute.
Visitò Voltaire a Bruxelles e ha trascorso qualche tempo a Parigi, dove frequentò Claude-Prosper Jolyot de Crébillon, Fontenelle e Montesquieu.

## Matrimonio
Sposò, il 14 maggio 1733, Melusina von der Schulenburg, figlia illegittima di Giorgio I di Gran Bretagna e Melusina von der Schulenburg. Non ebbero figli.
Ebbe un figlio da Madelina Elizabeth du Bouchet:
- Philip (1732-1768)

Il 5 settembre 1733 adottò il figlio di un suo cugino, Philip Stanhope (1755-1815), come erede del titolo e possedimenti. Lasciò ai suoi nipoti Charles (1761-1845) e Philip (1763-1801), i figli di suo figlio illegittimo Philip, una rendita di 100 £ ciascuno e un ulteriore £ 10.000 tra di loro.

## Morte
Morì il 24 marzo 1773 a Chesterfield House, a Londra.

## Ascendenza
|                                            |                                   |                                       | Genitori                                         |  |  | Nonni |  |  | Bisnonni                      |  |  | Trisnonni                                |  |
|                                            |                                   |                                       |                                                  |  |  |       |  |  | Henry Stanhope, lord Stanhope |  |  | Philip Stanhope, I conte di Chesterfield |  |
|                                            |                                   |                                       |                                                  |  |  |       |  |  | Henry Stanhope, lord Stanhope |  |  | Philip Stanhope, I conte di Chesterfield |  |
|                                            |                                   | lady Catherine Hastings               |                                                  |  |  |       |  |  | Henry Stanhope, lord Stanhope |  |  |                                          |  |
| Philip Stanhope, II conte di Chesterfield  |                                   |                                       |                                                  |  |  |       |  |  | Henry Stanhope, lord Stanhope |  |  |                                          |  |
|                                            |                                   | hon. Katherine Wotton                 | Thomas Wotton, II barone di Wotton               |  |  |       |  |  |                               |  |  |                                          |  |
|                                            |                                   | hon. Katherine Wotton                 | Thomas Wotton, II barone di Wotton               |  |  |       |  |  |                               |  |  |                                          |  |
|                                            |                                   | hon. Katherine Wotton                 | Mary Throckmorton                                |  |  |       |  |  |                               |  |  |                                          |  |
| Philip Stanhope, III conte di Chesterfield |                                   | hon. Katherine Wotton                 |                                                  |  |  |       |  |  |                               |  |  |                                          |  |
|                                            |                                   | Charles Dormer, II conte di Carnarvon | Robert Dormer, I conte di Carnarvon              |  |  |       |  |  |                               |  |  |                                          |  |
|                                            |                                   | Charles Dormer, II conte di Carnarvon | Robert Dormer, I conte di Carnarvon              |  |  |       |  |  |                               |  |  |                                          |  |
|                                            |                                   | Charles Dormer, II conte di Carnarvon | lady Anna Sophia Herbert                         |  |  |       |  |  |                               |  |  |                                          |  |
| lady Elizabeth Dormer                      |                                   | Charles Dormer, II conte di Carnarvon |                                                  |  |  |       |  |  |                               |  |  |                                          |  |
|                                            |                                   | hon. Elizabeth Capell                 | Arthur Capell, I barone Capell di Hadham         |  |  |       |  |  |                               |  |  |                                          |  |
|                                            |                                   | hon. Elizabeth Capell                 | Arthur Capell, I barone Capell di Hadham         |  |  |       |  |  |                               |  |  |                                          |  |
|                                            |                                   | hon. Elizabeth Capell                 | Elizabeth Morrison                               |  |  |       |  |  |                               |  |  |                                          |  |
| Philip Stanhope, IV conte di Chesterfield  |                                   | hon. Elizabeth Capell                 |                                                  |  |  |       |  |  |                               |  |  |                                          |  |
|                                            | sir William Savile, III baronetto | sir George Savile                     |                                                  |  |  |       |  |  |                               |  |  |                                          |  |
|                                            | sir William Savile, III baronetto | sir George Savile                     |                                                  |  |  |       |  |  |                               |  |  |                                          |  |
|                                            | sir William Savile, III baronetto | Anne Wentworth                        |                                                  |  |  |       |  |  |                               |  |  |                                          |  |
| George Savile, I marchese di Halifax       | sir William Savile, III baronetto |                                       |                                                  |  |  |       |  |  |                               |  |  |                                          |  |
|                                            |                                   | hon. Anne Coventry                    | Thomas Coventry, I barone Coventry               |  |  |       |  |  |                               |  |  |                                          |  |
|                                            |                                   | hon. Anne Coventry                    | Thomas Coventry, I barone Coventry               |  |  |       |  |  |                               |  |  |                                          |  |
|                                            |                                   | hon. Anne Coventry                    | Elizabeth Aldersley                              |  |  |       |  |  |                               |  |  |                                          |  |
| lady Elizabeth Savile                      |                                   | hon. Anne Coventry                    |                                                  |  |  |       |  |  |                               |  |  |                                          |  |
|                                            |                                   | lord William Pierrepont               | Robert Pierrepont, I conte di Kingston-upon-Hull |  |  |       |  |  |                               |  |  |                                          |  |
|                                            |                                   | lord William Pierrepont               | Robert Pierrepont, I conte di Kingston-upon-Hull |  |  |       |  |  |                               |  |  |                                          |  |
|                                            |                                   | lord William Pierrepont               | hon. Gertrude Talbot                             |  |  |       |  |  |                               |  |  |                                          |  |
| hon. Gertrude Pierrepont                   |                                   | lord William Pierrepont               |                                                  |  |  |       |  |  |                               |  |  |                                          |  |
|                                            |                                   | Elizabeth Harries                     | sir Thomas Harries, I baronetto                  |  |  |       |  |  |                               |  |  |                                          |  |
|                                            |                                   | Elizabeth Harries                     | sir Thomas Harries, I baronetto                  |  |  |       |  |  |                               |  |  |                                          |  |
|                                            |                                   | Elizabeth Harries                     | Eleanor Gifford                                  |  |  |       |  |  |                               |  |  |                                          |  |
|                                            |                                   | Elizabeth Harries                     |                                                  |  |  |       |  |  |                               |  |  |                                          |  |